# Wilfrid Lawson
Wilfrid Lawson (14 de janeiro de 1900 — 10 de outubro de 1966) foi um ator de personagem que atuava no teatro e no cinema.

## Vida e carreira
Lawson nasceu em Bradford, Inglaterra. Foi educado na Hanson School, em Bradford, e ingressou no teatro no final de sua adolescência, atuando tanto no teatro britânico como no teatro norte-americano em toda a sua carreira.
Fez sua estreia no cinema em East Lynne on the Western Front (1931) e atuou em papéis secundários, até assumir o papel de protagonista em The Terror (1938). Nesse mesmo ano fez indiscutivelmente seu papel mais famoso no cinema, interpretando o gari Alfred P. Doolittle na versão do filme de George Bernard Shaw, Pygmalion, que também contou com Leslie Howard e Wendy Hiller.
Igualmente teve papéis principais inesquecíveis em Pastor Hall (1940), como um clérigo da aldeia alemã que denunciara o novo regime nazista em 1934; Tower of Terror (1941), como Wolfe Kristen, um faroleiro maníaco de olhos arregalados; e o papel protagonista em The Great Mr. Handel (1942), um filme biográfico do compositor do século XVIII, todos os três mostrando sua ampla gama. Também fez vários filmes nos Estados Unidos começando com Ladies in Love (1936) e incluindo The Long Voyage Home (1940), de Jhon Ford, ao lado de John Wayne. O último papel principal do ator aconteceu no filme de 1947, The Turners of Prospect Road.
Como consequência de crises de alcoolismo, Lawson passou a trabalhar com dificuldade e, durante toda a década de 1950, os papéis dele passaram a ser cada vez mais pequenas—mesmo não creditado em alguns casos. Apesar disso, ele ainda possui atuações marcantes, tais como o pai do príncipe Andrei Bolkonsky em War and Peace (1956), de  King Vidor, Ed em Hell Drivers (1957) e Tio Nat em Room at the Top (1958), filmado em sua cidade natal de Bradford.
A década de 1960 via algo do ressurgimento de carreira, começando com a vez dele como George Black em Tom Jones (1963), de Tony Richardson, e atingindo em duas de suas atuações mais marcantes dos últimos dias: o mordomo decrépito Peacock em The Wrong Box e o Ratão na adaptação televisiva da peça de Jonathan Miller, Alice in Wonderland, ambos de 1966. Lawson morreu no mesmo ano, em Londres, vítima de um ataque cardíaco.
O irmão dele foi o jogador/apoiante Gerald Lawson, e tinha um sobrinho, o ator Bernard Fox.